# Skelton and Brotton
Skelton and Brotton est une paroisse civile du Yorkshire du Nord, en Angleterre.